# Bioplástico
Bioplástico são plásticos derivados de fontes renováveis de biomassa, como óleos e gorduras vegetais, amido de milho, amido de ervilha ou microbiota. Plásticos comuns, como os plásticos de combustíveis fósseis, são provenientes do petróleo, logo, causam muitos danos ambientais e produzem uma quantidade perigosa, para a vida humana, de gases do efeito estufa. Alguns bioplásticos são projetados para serem biodegradáveis. Bioplásticos biodegradáveis podem se desfazer tanto em ambiente aeróbico quanto em anaeróbicos, dependendo de como são feitos. Há uma variedade de materiais de que os bioplásticos podem ser compostos, incluindo: amidos, celulose, ou ainda por outros biopolímeros. As formas mais usuais de bioplásticos são materiais encapsulados, utensílios de jantar, embalagem de comida, e alguns isolantes.

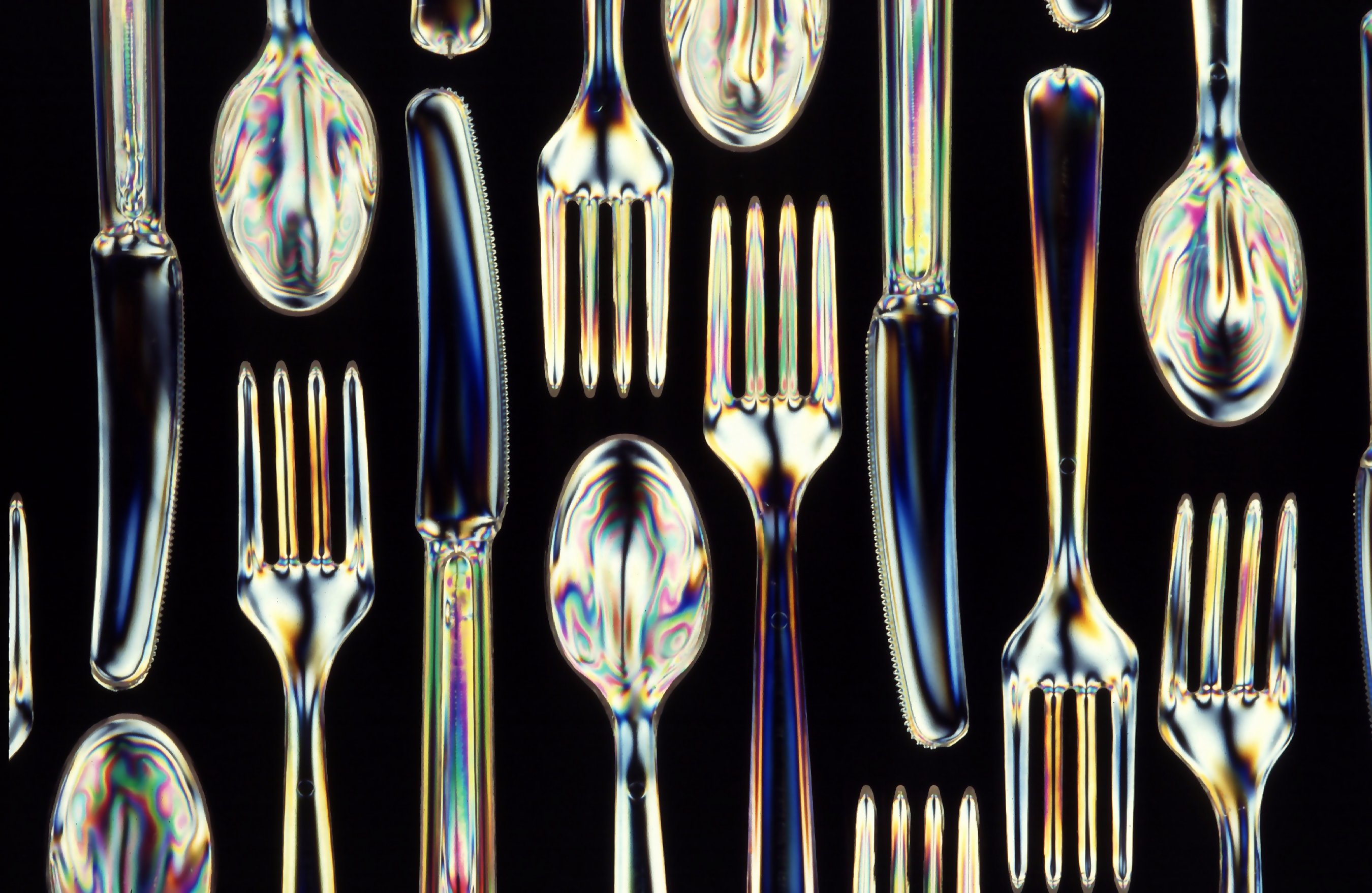
Utensílios de plástico biodegradável

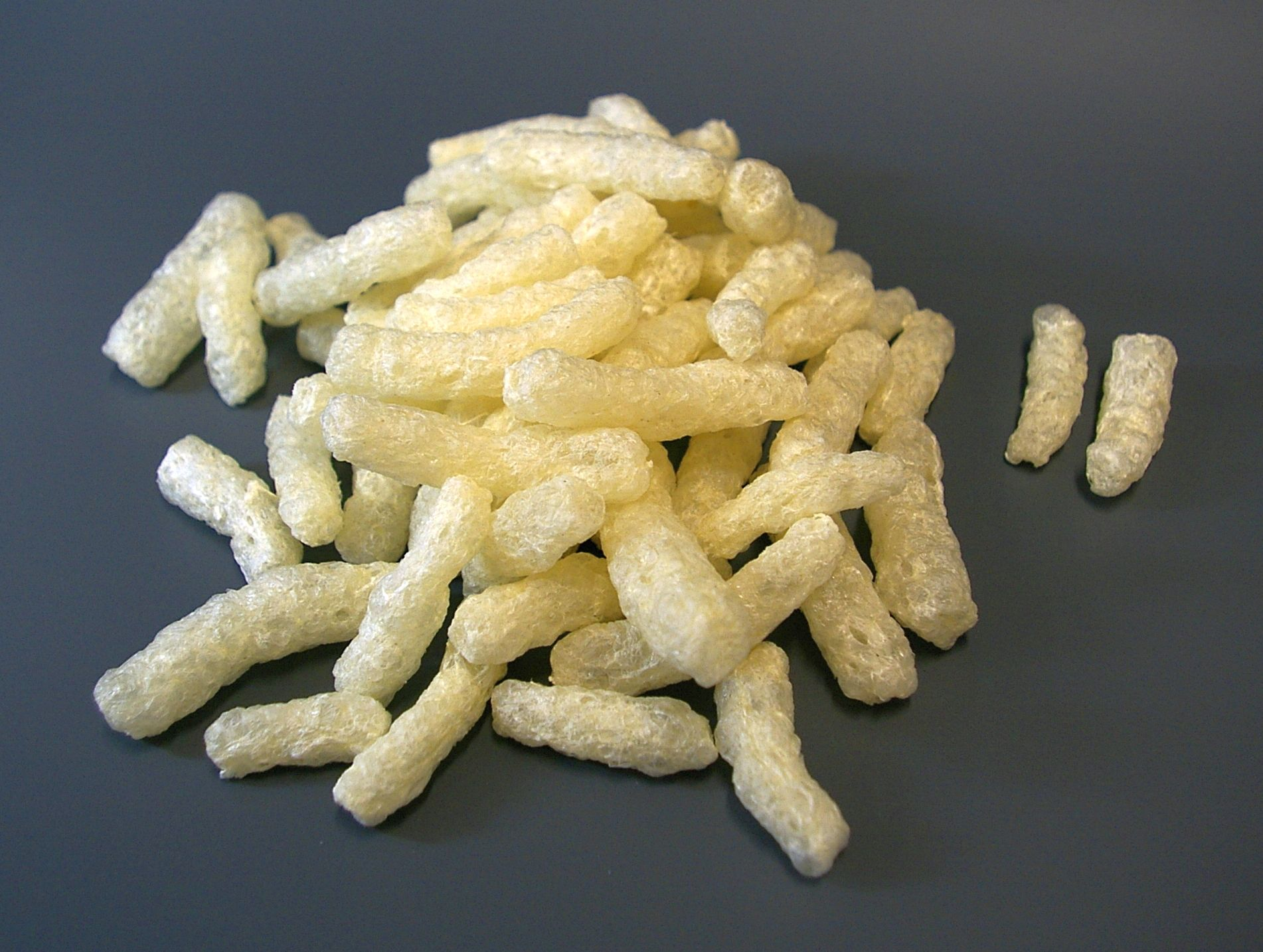
Embalagem de amendoim feitas de bioplástico (amido termoplástico)

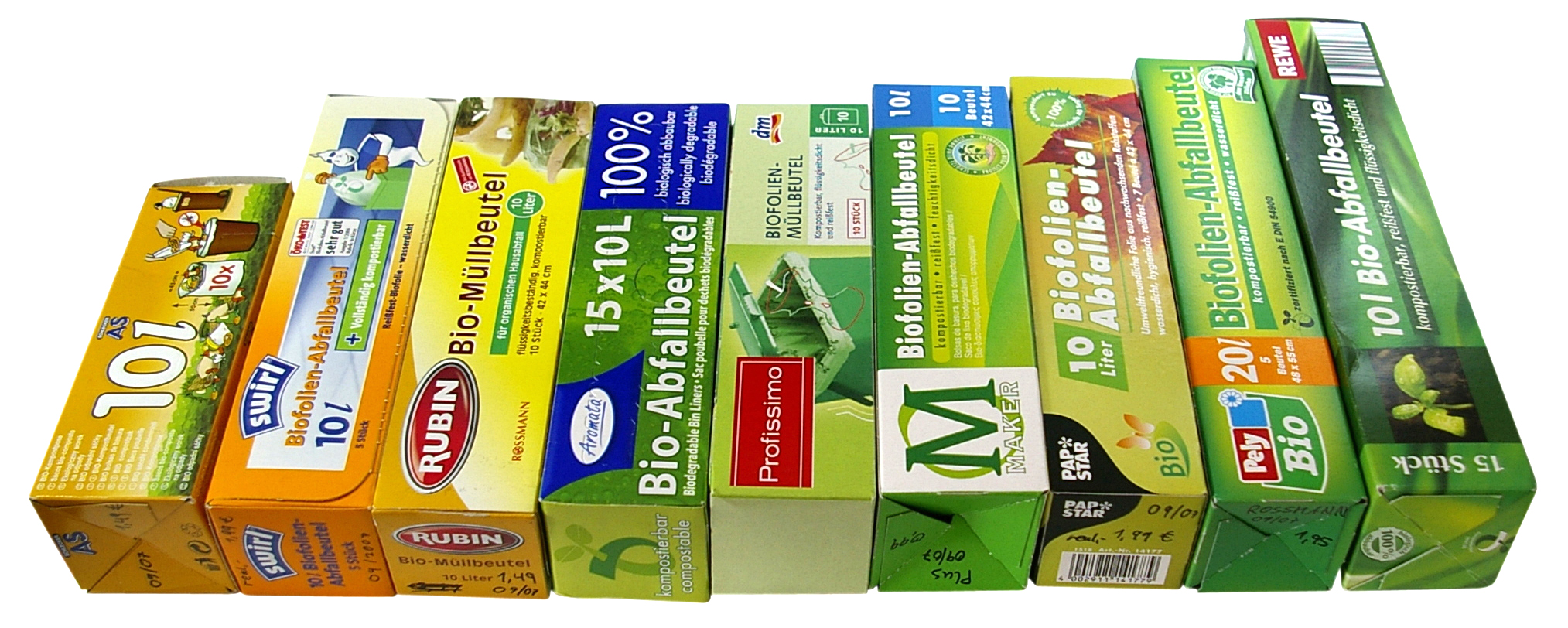
Embalagens plásticas feitas de bioplásticos e outros plásticos biodegradáveis

Polímero biobaseado derivado da biomassa ou obtidos de monômeros derivados
 da biomassa e que, em dado estágio da transformação em
 produtos finais, pode ser moldado pelo fluxo.
Note 1: Bioplástico é geralmente usado como o oposto de polímeros derivados de
 recursos fósseis.
Note 2: Bioplástico é enganador por sugerir que qualquer polímero derivado
da biomassa é ecologicamente correto.
Note 3: O uso do termo "bioplástico" é desencorajado. Use a expressão
“polímero biobaseado”.
Note 4: Um polímero biobaseado similar a um polímero petrobasedo não implica qualquer
superioridade com respeito ao ambiente, a menos que a comparação
de cada avaliação do ciclo de vida seja favorável.

## Aplicações
Bioplásticos biodegradáveis são empregados em itens descartáveis, como em embalagens e em restauração de itens (ornamentos, talheres, panelas, tigelas, canudos). Assim como em malas, bandejas, recipiente para frutas, vegetais, ovos e carne, garrafas de refrigerante e de produtos de consumo diário.
Aplicações não-descartáveis: capas de smartphones, fibras de carpete, e interior de carros, tubos de plástico, e novos plásticos electroativos estão sendo desenvolvidos para serem utilizados em eletrônica orgânica. Nessas áreas, a meta não é a biodegradabilidade, mas sim criar componentes para recursos sustentáveis.
Implantes médicos feitos de APA (Ácido Polilático), que se dissolve no corpo, livra o paciente de uma segunda operação, pois não é necessário a retirada cirúrgica. Filmes de folhas compostáveis para a agricultura, com boa produção baseada em polímeros de amido, não precisam ser coletados após o uso, logo, podem ser deixados nos campos semeados.